# Khirwa
Khirwa (en népalais : खैर्वा) est un comité de développement villageois du Népal situé dans le district de Sarlahi. Au recensement de 2011, il comptait 11 819 habitants.